# Astragalus chionanthus
Astragalus chionanthus är en ärtväxtart som beskrevs av Mikhail Grigoríevič Popov. Astragalus chionanthus ingår i släktet vedlar, och familjen ärtväxter. Inga underarter finns listade i Catalogue of Life.